# Hofmark Hornstorf/Sossau

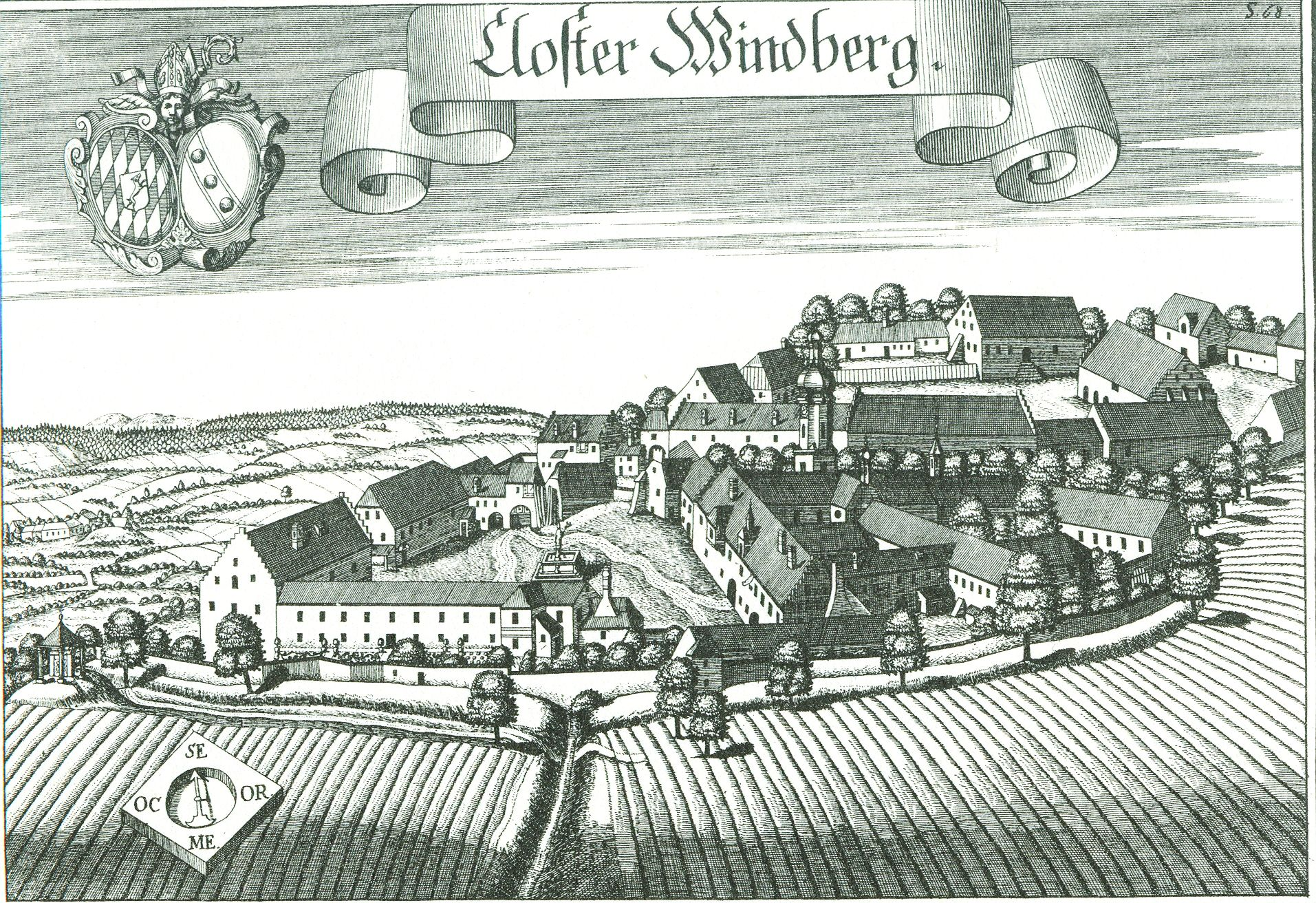
Kloster Windberg nach einem Stich von Michael Wening (1721)

Die Hofmark Hornstorf/Sossau war eine geschlossene Hofmark mit Besitzungen in Hornstorf und Sossau, heute ein Stadtteil von Straubing in Niederbayern.
Die Hofmark gehörte dem Kloster Windberg, das 1803 im Zuge der Säkularisation aufgelöst wurde.
Zur Hofmark Sossau gehörte um 1800 eine Fläche von ca. 400 ha an Ackerboden, die jedoch durch Personalengpässe nicht bewirtschaftet werden konnte.